# 羊角藤
羊角藤（学名：Morinda umbellata sp. obovata）为茜草科巴戟天属下的一个亚种。

## 扩展阅读
- 維基物種上的相關：羊角藤